# Tectaria poilanei
Tectaria poilanei là một loài dương xỉ trong họ Tectariaceae. Loài này được Tardieu mô tả khoa học đầu tiên năm 1941.
Danh pháp khoa học của loài này chưa được làm sáng tỏ. 